# Episodi di Distretto di Polizia (prima stagione)
La prima stagione della serie televisiva Distretto di Polizia, formata da 24 episodi, è stata trasmessa per la prima volta in Italia su Canale 5, in prima serata, dal 26 settembre al 5 dicembre 2000.
| nº | Titolo                 | Prima TV Italia   |
| -- | ---------------------- | ----------------- |
| 1  | L'agguato              | 26 settembre 2000 |
| 2  | Il ricatto             | 26 settembre 2000 |
| 3  | Turno di notte         | 3 ottobre 2000    |
| 4  | Lo spacciatore         | 3 ottobre 2000    |
| 5  | Sotto sequestro        | 10 ottobre 2000   |
| 6  | Maledetta domenica     | 10 ottobre 2000   |
| 7  | La violenza            | 17 ottobre 2000   |
| 8  | La truffa              | 17 ottobre 2000   |
| 9  | La rapina              | 24 ottobre 2000   |
| 10 | Il racket              | 24 ottobre 2000   |
| 11 | Il sospetto            | 25 ottobre 2000   |
| 12 | La trappola            | 25 ottobre 2000   |
| 13 | I tatuaggi del diavolo | 31 ottobre 2000   |
| 14 | Una donna in fuga      | 31 ottobre 2000   |
| 15 | Morte in corsia        | 7 novembre 2000   |
| 16 | L'informatore          | 7 novembre 2000   |
| 17 | Sotto tiro             | 14 novembre 2000  |
| 18 | L'indagine             | 14 novembre 2000  |
| 19 | La scelta              | 21 novembre 2000  |
| 20 | La paura               | 21 novembre 2000  |
| 21 | L'infiltrato           | 28 novembre 2000  |
| 22 | L'interrogatorio       | 28 novembre 2000  |
| 23 | La verità              | 5 dicembre 2000   |
| 24 | La sentenza            | 5 dicembre 2000   |

## L'agguato
- Diretto da: Renato De Maria
- Scritto da: Antonio Antonelli, Marcello Fois e Anatole Pierre Fuksas

### Trama
Giovanna Scalise è un commissario di polizia che ha deciso di trasferirsi dalla Sicilia a Roma in un tranquillo commissariato di quartiere, il X Tuscolano, a cinque anni dalla tragica uccisione del marito Ferdinando, avvenuta davanti ai suoi occhi e a quelli del figlio Federico da parte dal clan mafioso dei Tonnara. Giovanna intende trasferirsi non solo per motivi di sicurezza, dal momento che a breve ci sarà il processo contro gli esecutori dell'omicidio del marito, ma anche perché vuole stare più vicina ai suoi figli, Federico e Livia, e alla madre. La mattina del trasferimento avviene una rapina in un ufficio postale; sono tre uomini, ma solo due di questi riescono a fuggire. Il terzo, Luigi Faliero, nel tentativo di scappare, viene fermato per un incidente con la propria macchina. L'ispettore Manrico e l'agente scelto Nina Moretti lo portano al commissariato, ma per una distrazione del giovane e inesperto agente, Benvenuto Faliero riesce a fuggire. Nello stesso momento il Commissario Scalise entra negli uffici del Distretto e, dopo aver realizzato la situazione, rimbrotta i suoi nuovi uomini di essersi lasciati sfuggire un criminale e di aver peccato di superficialità. Alla fine seguendo la pista di un'auto rubata, si arriva a un residence di quart'ordine dove in una stanza colgono in flagrante i rapinatori a spartirsi il bottino.
- Ascolti Italia: telespettatori 5 427 000 - share: 19,18%
- Guest star: Raoul Bova (Ferdinando).
- Altri interpreti: Matteo Bilello, Roberto De Francesco (Longoni), Ludovico Fremont (Fabio), Gaia Graziani (moglie di Longoni), Flavio Insinna (Luigi Faliero), Claudio Spadaro (Enzo), Valentina Sperlì (Lucia Mancini), Sasha Zacharias (Karen).

## Il ricatto
- Diretto da: Renato De Maria
- Scritto da: Antonio Antonelli, Marcello Fois e Anatole Pierre Fuksas

### Trama
Un direttore di un magazzino di elettronica di nome Longoni tenta di gettarsi da un ponte, ma Ardenzi e Belli lo salvano per un soffio. L'uomo racconta di essersi indebitato con il gioco d'azzardo e di essere finito in mano a degli usurai, che lo stesso Ardenzi, aveva provato a catturare anni prima senza successo. La squadra della Scalise con l’aiuto di Longoni riuscirà ad arrestare i due usurai Rosati e Romoli. Nel frattempo una donna di nome Lucia Mancini, incinta di nove mesi e prossima al parto, denuncia il marito Enzo che, da quando è iniziata la gravidanza, la segrega in casa; la donna partorisce in commissariato grazie all’aiuto del sovrintendente Giuseppe Ingargiola e poco dopo fa pace con il marito.
- Ascolti Italia: telespettatori 5 184 000 - share: 21,11%
- Altri interpreti: Roberto De Francesco (Longoni), Ludovico Fremont (Fabio), Gaia Graziani (moglie di Longoni), Claudio Spadaro (Enzo), Valentina Sperlì (Lucia Mancini), Stefano Ambrogi (usuraio) Vincenzo Failla (Romoli).

## Turno di notte
- Diretto da: Renato De Maria
- Scritto da: Gabriele Romagnoli

### Trama
Una donna di nome Simona riceve in casa un idraulico per riparare la propria lavatrice, ma viene strangolata brutalmente da quest'ultimo. Le indagini condotte dal commissario Scalise e dai suoi uomini portano ad un punto morto. Dopo aver arrestato e poi rilasciato l'ex marito della vittima Giuseppe Aglietti per l'affidamento del figlio Nicola, ma sarà un bambino di nome Alessio, trovato di notte per caso in un supermercato, a risolvere l'intricato caso. Nel frattempo la stessa Scalise deve fare i conti con le diffidenze e le insoddisfazioni del Distretto dopo il suo arrivo.
- Ascolti Italia: telespettatori 5 000 000 - share: 17,91%
- Altri interpreti: Francesco Acquaroli (Giuseppe Aglietti), Diana Anselmo (Simona), Giorgio Conti, Milutin Dapcevic (Sinisa Davric).

## Lo spacciatore
- Diretto da: Renato De Maria
- Scritto da: Gabriele Romagnoli

### Trama
Nina, insieme a Luca fa finalmente chiarimento sulla terribile morte del fratello Davide, dovuta a overdose.
- Ascolti Italia: telespettatori 5 000 000 - share: 20,72%
- Altri interpreti: Gianfranco Amato, Maria Paiato (madre di Alfredo), Renzo Stacchi (barista), Stefano Venturi (Alfredo Verrecchi).

## Sotto sequestro
- Diretto da: Renato De Maria
- Scritto da: Pino Corrias

### Trama
Una donna disperata denuncia la scomparsa di suo figlio di tre mesi, che aveva lasciato in macchina mentre era andata a fare delle commissioni. Nello stesso momento un uomo di nome Sergio Brioschi entra e prende in ostaggio nell'ufficio del commissario Scalise l'agente Moretti e l'ispettore Ardenzi, chiedendo giustizia per il suo caso.
- Ascolti Italia: telespettatori 5 716 000 - share: 19,75%
- Altri interpreti: Max Mazzotta (Giorgio Brioschi), Maria Pia Calzone (moglie di Brioschi), Alessia Giuliani (mamma del bambino).

## Maledetta domenica
- Diretto da: Renato De Maria
- Scritto da: Gabriele Romagnoli

### Trama
Proprio davanti agli occhi di Giovanna e della figlia Livia viene trucidato e ucciso un rappresentante di occhiali, tale Elio Morganti, apparentemente incensurato. Manrico scopre che Morganti aveva una relazione segreta con la moglie di un noto oculista del centro di Roma, il dottor Ricci, il quale ha assoldato un killer mafiosi per uccidere il rivale.
- Ascolti Italia: telespettatori 5 741 000 - share: 23,81%
- Altri interpreti: Rosa Pianeta (Giulia, ex moglie di Morganti)

## La violenza
- Diretto da: Renato De Maria
- Scritto da: Pino Corrias

### Trama
L'ispettore Mauro Belli si imbatte per caso in una studentessa ventiquattrenne, Irene, che racconta di essere stata violentata dal proprio professore di filosofia politica, Viberti. Angela Rivalta incita la ragazza a non mollare e ad aiutare la polizia cercando di ricordare quante più cose possibili, ma Irene sembra sempre restìa a dargli fiducia. Irene però successivamente si suiciderà. Alla fine arriveranno alla verità e a provare che il professor Viberti l'aveva violentata.
- Altri interpreti: Massimo De Rossi (professor Viberti), Sara D'Amario (Irene), Manuel Oliverio (Stefano Viberti), Filippo Dini (assistente di Viberti).

## La truffa
- Diretto da: Renato De Maria
- Scritto da: Francesco Apolloni

### Trama
Manrico si occupa di risolvere un caso di truffatori immobiliari mentre Ardenzi è impegnato con un caso di droga. La moglie di quest’ultimo decide di andare via di casa perché si sente ormai sola avendo anche scoperto da poco di essere sterile nell’indifferenza del marito.
- Altri interpreti: Lorenza Guerrieri (padrona di casa), Antonio Manzini (marito della Ferretti), Nicola D’Eramo (truffatore), Rosa Di Brigida (preside), Gea Lionello (signora Ferretti), Giovanni Palanza (marito della padrona di casa), Alessandro Prete (spacciatore).

## La rapina
- Diretto da: Renato De Maria
- Scritto da: Franco Bertini e Valter Lupo

### Trama
In una banca avviene una rapina in cui viene coinvolto anche il padre dell'ispettore Belli, Tiberio che assiste poco lontano. Uno dei rapinatori riesce a convincere gli altri a non uccidere Tiberio e quest'ultimo si convince che è un ex compagno di scuola di Mauro, Cosimo. Belli gli fa visita per rimproverarlo ma poco dopo Cosimo viene ucciso da un complice, Paglia. Quest’ultimo insieme a un altro complice vengono arrestati poco più tardi mentre stanno per fuggire.
- Altri interpreti: Joe Capalbo (Paglia), Bruno Conti (Domenico Felicetti), Paolo Gasparini (Cosimo), Augusto Poderosi (complice), Orazio Stracuzzi (Pietro Capparoni), Sergio Fiorentini (Tiberio)

## Il racket
- Diretto da: Renato De Maria
- Scritto da: Franco Bertini e Valter Lupo

### Trama
Ardenzi e Belli si imbattono in una ragazza iugoslava, Natasha, alla quale una banda di albanesi ha rapito la figlia per costringerla a prostituirsi. Il commissario Scalise riceve un avviso di garanzia a seguito delle accuse infamanti di un pentito e deve abbandonare il commissariato. La squadra, guidata provvisoriamente da Ardenzi e con la complicità di Natasha, arresta gli albanesi riconsegnando la bambina alla madre.
- Altri interpreti: Lea Karen Gramsdorff (Natasha), Emil Sauciuc (albanese).

## Il sospetto
- Diretto da: Renato De Maria
- Scritto da: Franco Bertini e Valter Lupo

### Trama
La squadra del Tuscolano è impegnata ad aiutare la Scalise la quale non vuole che i suoi uomini passino dei rischi e oltretutto rischia di finire ai domiciliari.
- Altri interpreti: Pietro Bontempo (procuratore), Edoardo Romano (Gargiulo).

## La trappola
- Diretto da: Renato De Maria
- Scritto da: Giampiero Rigosi

### Trama
La squadra di Ardenzi, all’oscuro della Scalise, arresta i due malviventi che stanno cercando di incastrare il commissario. Manrico durante un inseguimento ha un malore e finisce in ospedale. L’agente Benvenuto invece è costretto a fare outing con i colleghi dato che la voce stava già girando.
- Altri interpreti: Roberto Brunetti (Mario Pirani), Silvia Ferreri (Deborah).

## I tatuaggi del diavolo
- Diretto da: Renato De Maria
- Scritto da: Giampiero Rigosi e Marcello Fois

### Trama
Federico, il figlio del commissario Scalise, si sente male a scuola e presto si scopre che la responsabilità è colpa di un tatuaggio, fatto a scuola, il cui inchiostro contiene un derivato dell'LSD. Manrico ha avuto un malore per colpa della cocaina e riceve prima la visita di Ardenzi che lo redarguisce e poi della Scalise che lo convince a intraprendere un percorso di disintossicazione. La Scalise, con l'aiuto di Ardenzi, riesce a scoprire il responsabile dello spaccio di tatuaggi allucinogeni e ad arrestare tutta l'organizzazione compreso il bidello della scuola del figlio che è uno dei complici. La Scalise riceve a casa delle foto del figlio la cui faccia è cerchiata di rosso.
- Altri interpreti: Antonio Bevilacqua, Rosa Di Brigida (preside), Clemenza Fantoni (signora del parco), Sebastiano Rizzo (Giuseppe Grimaldi).

## Una donna in fuga
- Diretto da: Renato De Maria
- Scritto da: Giampiero Rigosi e Gabriele Romagnoli

### Trama
All’aeroporto viene fermata una donna che tentava di imbarcarsi con una falsa identità, quella di Patrizia Meluso, che non risulta essere presente nei database. La donna chiede con insistenza di incontrare la Scalise e si scopre così che si tratta di Marisa Spano, la moglie di Rocco Spano, il pentito che aveva cercato di incastrare il commissario. La Spano sostiene di voler cambiare vita e che però si trova in difficoltà dato che la sua nuova identità è stata sospesa vista la vicenda riguardante il marito. Dopo un duro confronto tra la Spano e la Scalise, Ardenzi si propone di ospitare la donna nella casa del padre in attesa di un’altra sistemazione. La famiglia del commissario è stata messa sotto sorveglianza dopo le minacce ricevute. Nel frattempo Rocco Spano viene ucciso in carcere e il dirigente Meli informa la Scalise dell’accaduto.
- Altri interpreti: Carlo Marchetti (Matteo Lenzi), Alessandra Vanzi (Marisa Spano).

## Morte in corsia
- Diretto da: Renato De Maria
- Scritto da: Dino Gentili e Filippo Gentili

### Trama
Un'amica di Paula, Francisca Coelho, partorisce in ospedale, ma muore perché non viene correttamente assistita. Paula, convinta che l'amica non sia morta per una disgrazia, chiede aiuto a Mauro per scoprire la verità e perché sospetta del primario dell'ospedale, il professor Finetti, ma la polizia brancola nel buio e indaga senza risultati. Paula allora cerca di indagare di nascosto e grazie a una testimonianza riesce a scoprire la verità e a far arrestare il primario. Nel frattempo Manrico è tornato in servizio. Benvenuto ha modo di conoscere un ragazzo di nome Adriano raccogliendone una denuncia mentre Belli viene lasciato da Paula dopo aver sottovalutato il caso della sua amica. La Scalise invece scopre che i suoi uomini stanno facendo sorveglianza a lei e alla sua famiglia.
- Altri interpreti: Aide Aste (infermiera Roversi), Liliana Bula Ferrer (Francisca), Giorgio Gobbi (dottor Finetti), Alessandro Trotta (Adriano Mattei).

## L'informatore
- Diretto da: Renato De Maria
- Scritto da: Dino Gentili e Filippo Gentili

### Trama
La Scalise rimprovera i suoi uomini perché le stanno facendo da scorta senza che lei ne sapesse nulla, ma data l’insistenza dei ragazzi decide di accettare il loro aiuto e organizza dei turni regolari di sorveglianza. Nel frattempo viene trovata morta una giovane donna, Linda Piersanti, uccisa con diverse coltellate nel proprio appartamento.
- Altri interpreti: Emanuele Barresi (Massimo Panetti), Erminia Castriota (corteggiatrice di Belli), Mario Colucci

## Sotto tiro
- Diretto da: Renato De Maria
- Scritto da: Pino Corrias

### Trama
Belli e Benvenuti intervengono presso un distributore di benzina per fermare un diverbio tra un geometra, Attilio Sesti, e un ingegnere senegalese, Pap Kema, mentre Ardenzi si occupa del caso dell’anziano Efisio Carta su sollecitazione del professor Rebuffa. Moretti e Manrico invece accompagnano la figlia della Scalise a comprare delle scarpe quando un commando di mafiosi in sella a una moto spara a tutti e tre. Nina muore, Marrico e la figlia della Scalise vengono feriti gravemente, ma si salvano.
- Altri interpreti: Massimo Bando, Mario Donatone (professor Rebuffa), Giampiero Lisarelli, Tiberio Murgia (Efisio Carta), Marco Prosperini (Attilio Sesti), Alex van Damme (Pap Kema).

## L'indagine
- Diretto da: Renato De Maria
- Scritto da: Marcello Fois

### Trama
Nina Moretti è morta sul colpo mentre Walter Manrico e Livia Scalise vengono ricoverati in ospedale in gravi condizioni ed è la figlia del commissario a essere messa peggio. La Scalise è a pezzi come anche i suoi colleghi. Uno dei killer, vestito da infermiere, tenta di uccidere Manrico quando è sotto sedativi ma l’intervento di un’infermiera lo mette in fuga.
- Guest star: Cesara Buonamici (se stessa).
- Altri interpreti: Massimo Bando, Mauro Marchese (dottore), Carlo Marchetti, Alessandro Trotta (Adriano Mattei).

## La scelta
- Diretto da: Renato De Maria
- Scritto da: Franco Bertini e Valter Lupo

### Trama
Livia continua a lottare tra la vita e la morte e riceve la visita del fidanzato Albertino accompagnato dal padre Vincenzo, capo scorta della Scalise in Sicilia. Un ragazzo di nome Andrea Manzi prende coraggio e si presenta in commissariato raccontando alla Scalise di aver visto uno dei due killer a volto scoperto prima dell’agguato e ne fornisce l’identikit ma l’uomo individuato, Rosario Vinci, risulta essere morto da due anni.
- Altri interpreti: Costantino Carrozza (Vito Tonnara), Rosa Di Brigida (preside), Giampiero Lisarelli (Andrea Manzi), Mauro Marchese(dottore), Alessandra Vanzi (Marisa Spano), Maurizio Nicolosi (uomo di Tonnara), Nino D'Agata (Vincenzo).

## La paura
- Diretto da: Renato De Maria
- Scritto da: Franco Bertini, Valter Lupo e Marcello Fois

### Trama
Ardenzi e i suoi capiscono che il corpo trovato carbonizzato due anni prima non era di Rosario Vinci il quale sarebbe quindi ancora in vita. Si risale anche a tale Macrì che aveva a che fare con la banda della Magliana. Nel frattempo Angela, la moglie di Ardenzi, si occupa di convincere una sua amica di nome Letizia a denunciare il marito Rocco per le percosse subite.
- Altri interpreti: Guido Cerniglia (Romolo), Ginevra Colonna (Letizia), Giorgio Podo (Rocco).

## L'infiltrato
- Diretto da: Renato De Maria
- Scritto da: Franco Bertini e Valter Lupo

### Trama
Dalla Sicilia arriva Ninì, agente che aveva lavorato sotto copertura per la Scalise. Ninì si infiltra nell’ambiente criminale frequentato da Macrì tramite il quale si riesce a risalire a Vinci che viene arrestato e riconosciuto da Andrea Manzi. Nel frattempo Livia si risveglia dal coma dopo tre settimane.
- Altri interpreti: Massimo Bando (Rosario Vinci), Stéphane Ferrara (Ninì), Giampiero Lisarelli (Andrea Manzi), Mauro Marchese (dottore), Antonio Milo (Giulio Macrì), Gabriele Greco.

## L'interrogatorio
- Diretto da: Renato De Maria
- Scritto da: Francesco Apolloni e Marcello Fois

### Trama
Livia inizia a fare domande sull’accaduto dato che non si ricorda nulla e non ha sensibilità nelle gambe ma capisce che potrebbe rimanere paralizzata a vita e così spinge Albertino ad andarsene. Rosario Vinci viene interrogato davanti al procuratore Imparato e con spavalderia sfida la Scalise affermando di “essere più pulito di uno appena uscito dal seminario”. Questa esternazione incuriosisce Ardenzi che da Marisa Spano aveva saputo che suo marito Rocco era in contatto con uno che veniva chiamato “il prete”. Ardenzi e Parmesan scoprono che Arturo Stasi, il magistrato antimafia che collabora da anni con la Scalise e che era presente all’interrogatorio di Vinci, è nato a Caltanissetta dove ha studiato in seminario. La Spano racconta ad Ardenzi che “il prete” era uno che si era indebitato molto con la mafia. L’ispettore chiama subito la Scalise per avvertirla dicendole che sa il nome di chi l’ha tradita e che la raggiungerà a breve in ufficio; il commissario ascolta le sue parole in vivavoce in presenza di Stasi il quale capisce di essere stato scoperto.
- Altri interpreti: Massimo Bando (Rosario Vinci), Paolo Triestino (procuratore Imparato), Alessandro Trotta (Adriano Mattei), Alessandra Vanzi (Marisa Spano), Mauro Marchese (dottore), Gabriele Greco.

## La verità
- Diretto da: Renato De Maria
- Scritto da: Francesco Apolloni e Gabriele Romagnoli

### Trama
Giovanna ha scoperto che una persona lo sta tradendo ma è preoccupata per la figlia Livia che rischia di essere paralizzata parlandone con Stasi. Poco dopo che il magistrato è uscito dall’ufficio della Scalise, Ardenzi entra e comincia al commissariato che il traditore è proprio Stasi. In un primo tempo Giovanna lo difende perché l'aveva aiutata dopo la morte di suo marito, ma poi capisce che il racconto di Ardenzi potrebbe filare. 
Lombardi viene truffato da una cooperativa che prendeva soldi che sarebbero dovuti andare a dei bambini malati. Angela aiuta in diretta radio il DJ Max Gilera che dopo aver fatto una lunga diretta vuole battere il record di permanenza on air e poi spararsi. Grazie alle parole di Angela l'uomo cambia idea. Giovanna si reca al tribunale per testimoniare al maxi processo sull'uccisione di suo marito. Stasi per disperazione scrive una lettera alla Scalise raccontandole che era stato ricattato ed era pieno di debiti. La Scalise, Belli, Ardenzi e Marico, di ritorno dal tribunale, insieme al sostituto procuratore Di Francesco si recano a casa del magistrato per arrestarlo, ma lo trovano impiccato nello scantinato.
- Altri interpreti: Max Mazzotta (DJ Max Gilera), Costantino Carrozza (Vito Tonnara), Mauro Marchese (dottore), Paolo Triestino (procuratore Imparato), Antonio Milo (Giulio Macrì), Massimo Bando (Rosario Vinci).

## La sentenza
- Diretto da: Renato De Maria
- Scritto da: Gabriele Romagnoli

### Trama
Faliero evade dal carcere con la complicità di un agente penitenziario e di un complice. Appena arrivata la notizia dell'evasione, tutti gli agenti ripensano quello che avevano fatto il giorno che Faliero scappò dal commissariato al momento dell'arrivo della Scalise. Intanto Faliero si nasconde nell'abitazione della sua avvocatessa e amante. Dall'ospedale i medici riferiscono a Caterina e a Giovanna che Livia si potrà rialzare dal letto e cominciare a camminare dopo il ferimento. In commissariato Benvenuti e Manrico interrogano l'agente penitenziario raccontando dell'evasione di Faliero ma dato che è stato bendato non sa dove si sia andato a nascondere. Faliero riceve la visita del suo complice che gli porta la pistola, il silenziatore e il passaporto per scappare non a Cuba ma a Santo Domingo. Faliero ha intenzione di non portare con sé la sua amante con l’intenzione di ucciderla al suo rientro. Quindi fa fuori il suo complice. Manrico e Benvenuti scoprono dov'è rintanato Faliero grazie alla collaborazione dell'agente penitenziario. In ospedale Angela rivela a Roberto che aspetta una bambina, mentre Livia ha incominciato a camminare con l'aiuto della madre e della nonna. Al commissariato Manrico scopre che Faliero si nasconde a casa dell'avvocatessa, proprio come che aveva fatto Renato Vallanzasca dopo essere evaso dal carcere dell'Asinara. La Scalise ritorna al commissariato e ripensa ai primi momenti del suo arrivo, quando la sua squadra si lasciò scappare il criminale. Girovagando per l'ufficio di Manrico trova un'agenda telefonica di un indirizzo cerchiato a penna e capisce dov'è andato il collega. In quel momento Faliero prepara la trappola per la sua amante ma la donna viene fermata sotto casa dai due ispettori che si erano appostati per aspettarla. Manrico prova ad entrare nell'appartamento ma trova subito Faliero che gli spara; in quell'istante giunge la Scalise che spara all'evaso e lo ferisce. Tiberio si sente solo dopo che Mauro se n'è andato di casa per andare a vivere con Paula ma riceve la telefonata dalla signora Caterina Scalise che lo invita a cena. Al commissariato si festeggia per Ardenzi che diventa papà, Mauro per la nuova casa e Livia che ha incominciato a camminare. Parmesan ripensa ancora ai momenti passati con Nina. Durante il festeggiamento arriva il dottor Imparato che comunica alla Scalise che per il verdetto del maxi processo tira una brutta aria. Il giorno della sentenza arriva e alla fine il giudice condanna il boss Vito Tonnara alla pena dell'ergastolo in contumacia insieme a Rosario Vinci e Giulio Macrì presenti in aula dietro alle sbarre. La Scalise dopo aver vinto la sentenza insieme con i suoi colleghi festeggia la vittoria al distretto.
- Altri interpreti: Flavio Insinna (Luigi Faliero), Mauro Marchese (dottore), Barbara Scoppa (avvocatessa di Faliero), Paolo Triestino (procuratore Imparato), Antonio Milo (Giulio Macrì), Massimo Bando (Rosario Vinci).